# 법부
법부(法部) 또는 법무 아문은 조선말기와 대한제국 당시 사법 행정과 대사령(大赦令) 및 복권(復權)에 관한 사무를 관리하고 검찰 사무를 지휘하며 특별 법원, 고등 재판소 이하 각 지방 재판소를 감독한다. 이 통치기구는 형조를 1895년에 확장 개편하고, 법부(법무부,법부아문)로 바꾸어 1910년 국권을 상실할 때까지 존속하였다

## 연혁
- 1894년(고종 31년) 6월 28일, 법무아문(法務衙門) 출범[1]
- 1895년(고종 32년) 4월 1일, 법부(法部)로 개편
- 1909년(순종 3년) 9월 15일, 폐지 (대한제국 사법권 박탈)[2]

## 조직
법부에는 법부대신을 보좌하는 대신 관방 및 민사국, 회계국, 형사국, 검사국을 두었다. 민사국과 형사국은 1등국, 검사국은 2등국, 회계국은 3등국이다.

### 대신 관방
1. 사법관의 자격 선정 및 고시(考試)에 관한 사항이다.
2. 외국 법률 유학생에 관한 사항이다.

### 민사국
민사국에서는 민사 사건 재판과 재판소 설치 및 그 관할 구역에 관한 사무를 맡는다.

### 형사국
형사국에서는 형사 사건 재판과 대사령(大赦令) 및 복권(復權)에 관한 사무를 맡는다.

### 검사국
검사국에서는 전국의 검찰과 변호에 관한 사무를 맡는다.

### 회계국
1. 본 부에서 관할하는 경비와 모든 수입의 예산과 결산, 회계에 관한 사항이다.
2. 본 부에서 관할하는 관청 소유의 재산과 물품, 그 장부 작성에 관한 사항이다.

## 관제
| 관직명   | 정원     |
| -------- | -------- |
| 법부대신 | 1인      |
| 법부협판 | 1인      |
| 법부참의 | 1인      |
| 국장     | 4인      |
| 참서관   | 7인      |
| 판사     | 3인 이하 |
| 검사     | 3인 이하 |
| 주사     | 28인     |

- 법부 대신은 칙임관(勅任官)으로 사법·행정·은사(恩赦)·복권(復權)에 관한 사무를 관리하고 검찰 사무를 지휘하며, 특별법원·고등재판소 이하 각 지방재판소를 감독하였다. 법부협판은 칙임관으로 대신을 보좌하여 법부의 사무를 정리하고 각 국의 사무를 감독하였다.

- 국장은 1등 국장인 민사국장·형사국장과 2등 국장인 검사국장, 3등 국장인 회계국장이 있었다. 1등 국장은 칙임관이나 주임관(奏任官)으로 임명하고, 2등 및 3등 국장은 주무대신이 임금에게 아뢰어 승낙을 받아 임명하는 주임관으로 임용하였다.

- 검사·참서관은 주임관으로 임용되었고, 주사는 주무대신이 위임을 받아 임명하는 판임관(判任官)으로 임용되었다.

## 참고 문헌
- 조선왕조실록

1. ↑  기존 형조(刑曹) 관청의 기능을 계승하였다.
2. ↑  〈법부관제폐지(法部官制廢止)〉, 《승정원일기》 3237책 순종 3년 9월 15일 신유일 (양력 10월 28일) 기사